# 中国西南航空4146号班机空难
中国西南航空4146号班机是一架中国西南航空公司所属，苏联伊留申设计局设计的伊尔-18型客机（注册编号为B-222），该飞机于1988年1月18日由北京首都机场飞往四川省重庆市白市驿机场。22时17分，在距白市驿机场直线距离约5公里的龙凤新民村迫降失败坠毁。机上108人（共10名机组人员和98名乘客，其中有3名日本乘客、1名英国乘客）全部遇难。

## 事故回顾
据参与调查人员林肖宁及官方调查报道，原定该航班飞行计划应为：
- 9时32分 成都西南航空总部所在双流机场起飞，10时41分在重庆落地。
- 10时47分 重庆起飞，13时17分在北京落地。
- 19时5分 由北京起飞，预计21时43分到达合川县上空民航飞行走廊，21时50分到达重庆白市驿机场上空，21时58分落地。

而实际飞行情况则是：
- 飞机由北京起飞后临近合川，飞行正常。
- 21时47分，机组报告“高度3000进走廊了”，并向机场方向飞行。
- 21时54分14秒 机组又报告“高度现在2100，第四发（动机）顺桨了，第四发（动机）故障，我现在上升高度，争取通场后回成都去”。
- 地面管制员同意飞机备降成都双流机场请求。
- 2分钟后机组报告“还是到重庆本场落地”。地面管制员再次同意。飞机右转弯并上升高度达2661米，速度约380公里/小时，时间6分钟。

此后地面与机组失去联系，后来接到报告机场西北方向有火光，并最终在距机场5.7公里处的龙凤新民村发现了飞机残骸。飞机残骸散落在该村小学前一座小山另一侧，散布范围为300米长，150米宽。
失去联系后的飞机情况（通过调查和黑匣子信息）：
- 21时57分，飞机一台发动机燃烧坠落。飞机因此抖动严重，被迫进行右转第二圈，高度降至2300米。
- 22时16分25秒，高度继续下降至90米，飞机左转向机场方向修正，高度拉至150米。
- 22时17分16秒，飞机无法保持高度坠毁。

## 事后调查
空难发生后一个半小时，重庆市政府及公安部门负责人立即赶到现场进行处理。时任中国政府代总理的李鹏立即派国务院副秘书长王书明飞抵重庆组织调查并处理善后事宜。中国国务院也组建了由劳动部、公安部、全国总工会、民航局等部门参加的联合调查组对事故原因进行调查。
调查组在初期调查中首先排除了劫机及恐怖袭击导致事故，以及机组操作失误导致事故的可能。
根据目击者证词，飞机坠毁时高速撞上小山顶部，机体在巨大冲击力下翻转解体。同时根据地面管制录音，初步判断飞机是由于4号发动机的故障引起事故。但在龙凤新民村残骸散布带未能找到4号发动机残骸。经过当局发动当地民众寻找，数日后方于重庆白市驿机场357度方位，34公里处一处竹林山坳中将4号发动机残骸寻获，并由军方直升机吊运返回。
经调查组勘察，4号发动机有燃烧痕迹，经检查油箱排除油箱燃烧导致发动机燃烧可能最后确认是4号发动机右启动发电机故障烧毁，导致4号发动机燃烧后坠落。此原因成为调查组最后定论，国务委员张劲夫在3月5日在国务院常务会议进行调查情况汇报，确认了此事故原因，并对事故进行了定性，认为222号飞机空难事故是一起责任事故。国务院决定给予民航局长胡逸洲记大过处分。

## 事故教训总结
本次事故未公布最终详细调查报告，但在劳动部职业安全卫生与锅炉压力容器监察局编写的《国内外劳动安全卫生典型重大伤亡事故案例》一书有如下记载总结：“伊尔十八型222号飞机‘1.18’飞行事故是由于四号发动机故障，导致失火，坠落造成的，是这起事故的直接原因。西南航空公司在起动发电机的检修方面，技术文件不全，工作卡（单）登记不认真，内厂无控验人员，缺乏必要的检测手段和有力的质量保证系统，因此是难以保证检修质量的。民一〇三厂在发动机大修质量和管理上也存在许多问题。除产生这次事故的直接原因外，还有其他方面的综合因素（如顺桨管分布不合理等）。由于机型多，发展快，造成航材缺乏，人员培训，地面配套设施，通讯导航设备等方面不能适应要求，给技术管理、质量控制带来很多困难，产生很多不安全因素。”

## 其他
- 本次机组遇难乘务员其中一人并非本班乘务员，因其男友在重庆而和同事换班来重庆与男友相会，结果不幸遇难。
- 未参与保险遇难者家属获得1万元人民币政府赔偿及航空公司数量不等的赔偿。
- 本次空难善后处理中，中国第一次大规模使用心理专家介入遇难者家属心理安抚治疗。
- 部分空难遗体发现手中握有纸片，疑为机组让乘客留有遗言，但其细节事后各方未予披露，也未见遇难者家属披露遗言。